# Екслоервен
Екслоервен (нід. Exloërveen) — селище в нідерландській провінції Дренте. Входить до муніципалітету Боргер-Одорн.
Його площа становить 8,23 км², а населення станом на 2021 рік складало 100 осіб.
Перша згадка про населений пункт датується 1899 роком.